# Recursos humans

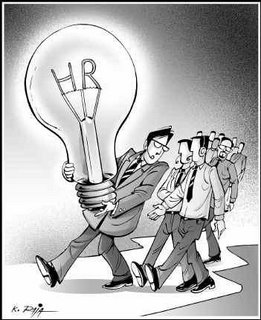
Recursos humans

Els recursos humans (RH) són el conjunt de treballadors i col·laboradors d'una empresa o entitat, en paral·lel als recursos materials o béns, que formen part del patrimoni d'aquella empresa. Rere la producció de qualsevol producte o servei hi ha un equip de persones que el fan possible, en la mesura que aquest equip funcioni bé, els resultats seran millors.
Depenen d'un departament o responsable (si la mida de la corporació ho permet) que s'encarrega de seleccionar els treballadors (a partir del seu curriculum vitae, entrevistes o proves diverses d'idoneïtat), gestionar els seus sous i incentius, decidir si cal formació interna, acomiadar els excedents i planificar polítiques per incrementar la productivitat o fidelitat dels empleats. Aquestes tasques les pot exercir una persona o departament en concret (els professionals en Recursos Humans) al costat dels directius de l'organització.
Aquest responsable pot tenir formació en psicologia, relacions laborals o altres estudis afins.
L'objectiu bàsic que persegueix la funció dels recursos humans amb aquestes tasques és alinear les polítiques de RH amb l'estratègia de l'organització, el que permetrà implantar l'estratègia a través de les persones.
Generalment la funció de recursos humans està composta per àrees com ara Reclutament i Selecció, contractació, capacitació, inducció de personal i la seva permanència a l'empresa. Depenent de l'empresa o institució on la funció de Recursos Humans operi, poden existir altres grups que desenvolupin diferents responsabilitats que poden tenir a veure amb aspectes com ara l'administració de la nòmina dels empleats, el maneig de les relacions amb sindicats, etc.
Per poder executar l'estratègia de l'organització és fonamental l'administració dels recursos humans, per la qual cosa s'han de considerar conceptes com ara la comunicació organitzacional, el lideratge, el treball en equip, la negociació i la cultura organitzacional.

## Planificació de plantilles
Podem considerar la planificació de les plantilles com el conjunt de mesures que, basades en l'estudi d'antecedents relacionats amb el personal i en els programes i previsions de l'organització, tendeixen a determinar, des del punt de vista individual i general, les necessitats humanes d'una indústria en un termini determinat, quantitativament i qualitativament, així com el seu cost.
Caps:
Els principals objectius que persegueix la planificació de personal són els següents: 
1. Utilitzar el millor possible els recursos
2. Col·laborar amb l'empresa en l'obtenció de beneficis.
3. Preveure estratègies i tàctiques per als casos d'ampliació o reducció del negoci.

La planificació de personal des d'un punt de vista general tractarà d'assegurar quantitativament i qualitativament (personal obrer directe i indirecte, administratiu, quadres mitjans i directius), les necessitats de personal per tal de secundar els plans generals de l'empresa. I assegurar, no només pretén dir ingressar treballadors de certa classe en un moment determinat, sinó també reduir la plantilla si així fos necessari i inevitable, quan la modernització de l'utillatge (atur tecnològic) o la inviabilitat de l'empresa (crisi laboral) facin necessària aquesta mesura.
És convenient que en elaborar les previsions, no només s'estudiïn sota un enfocament optimista de desenvolupament, sinó que també s'analitzi la possibilitat que una contracció econòmica obligui a prendre mesures restrictives. Exposar els problemes que es produiran poden encoratjar als directors a neutralitzar aquest risc, mitjançant adequades mesures (fons per a indemnitzacions, creació d'indústries auxiliars que absorbeixin el personal sobrant, contactar amb altres empreses perquè cobreixin les seves necessitats humanes amb el sobrant nostre, etc.).
Les previsions han d'abastar tot el ventall de possibilitats que poden produir-se. La seva convenient flexibilitat permetrà anar prenent les mesures necessàries en cada moment per a cada circumstància. Amplitud i flexibilitat són, doncs, dues de les seves característiques essencials.
Des del punt de vista individual, la planificació comprèn el desenvolupament professional, humà i econòmic del personal, a través de la promoció basada en l'oportuna formació, mitjançant l'estudi de les aptituds i el potencial de cada persona, que permetin la seva classificació en ordre a aquesta promoció.
La sistemàtica a utilitzar per planificar el desenvolupament del personal, individualment considerat, per tal d'inserir-lo format i promocionat en els plans generals de l'empresa comprèn l'estudi de l'estructura de la mateixa com a punt de partida, l'estudi i traçat de l'organigrama a mitjà i llarg termini, la valoració o estimació dels homes que formen la plantilla, és a dir, el que s'anomena un inventari del potencial humà, política de substituts o reemplaçaments, planificació salarial, planificació de la formació i selecció i l'estudi dels llocs de treball.
La base d'unes adequades relacions humanes en l'empresa és el coneixement del personal, i aquest coneixement ha de començar des del mateix moment en què el personal entra a formar part de la plantilla de l'empresa, és més, abans d'admetre el personal, ha aquest ésser conegut.

## Selecció de personal
És la primera qüestió que en relació amb el personal se li planteja a l'empresa; selecció que ha de donar-se tant per a l'entrada del personal en l'empresa com per afectar el personal admès als diferents llocs de treball a cobrir.
El procés de selecció de personal és aquell en el qual es decideix si es contractarà o no als candidats seleccionats en la recerca realitzada prèviament.
Aquesta selecció té diferents passos: 
- Determinar si el candidat compleix amb les competències mínimes predeterminades per al lloc de treball
- Avaluar les competències relatives dels candidats que van passar l'etapa anterior, per mitjà d'avaluacions tècniques i / o psicològiques
- Assignar rating a les avaluacions efectuades en el punt anterior.
- En funció de com s'ha puntuat, decidir a qui se li oferirà el lloc.

Quan es planifica aquest procés s'ha de tenir en compte la importància de la fiabilitat en els instruments de mesura de les capacitats dels possibles candidats, com els títols obtinguts, la trajectòria laboral, entrevistes, etc. I també la validació entre els resultats de les avaluacions a les quals se'ls va assignar una puntuació i l'habilitat concreta per fer la feina.
Per realitzar el procés de selecció de personal s'han de dissenyar diferents proves i tests de confiança on el postulant demostri si és capaç de realitzar el treball. Al seu torn, aquests instruments s'han de validar pel que fa als continguts de coneixements que els candidats han de tenir i quant a la pràctica, en l'aplicació d'aquests continguts.
D'aquesta manera es pot ressaltar que no és possible que un mètode de selecció sigui vàlid si no és fiable.

## Política salarial
La política salarial és el conjunt d'orientacions, basades en estudis i valoracions, encaminades a distribuir equitativament les quantitats pressupostades per retribuir el personal en un període determinat, d'acord amb els mèrits i eficàcia de cada un.
En general, la retribució percebuda varia d'acord amb la dificultat del lloc de treball, amb l'oferta i la demanda, amb l'habilitat, responsabilitat i educació requerida per al seu exercici, etc. Aquestes generalitzacions són certes, però no serveixen per aplicar-les a casos concrets i obtenir retribucions específiques.
Per a això, s'han creat diversos sistemes d'avaluació: 
1. Sistema de graduació de llocs: suposa que diverses persones, en general en reunions de comitè, avaluïn les descripcions dels llocs de treball i els graduïn en ordre d'importància per a l'empresa. Llavors, es fixen les retribucions d'alguns llocs dins de l'escala i s'interpolen la resta.
2. Sistema de classificació: implica la implantació de graus o classes de treballs en els quals s'ajusten els llocs. S'usa poc en l'empresa i sí en canvi, en l'Administració Pública i en les Forces Armades.
3. Sistema de comparació de factors: Consisteix a avaluar cinc factors per a cada lloc: requisits mentals, perícia, requisits físics, responsabilitats i condició de treball. Una vegada determinades les quantitats monetàries per a cada factor, es pot determinar el sou sumant totes aquestes quantitats per a obtenir la retribució total.
4. Sistema de punts: és el mètode més comú. S'analitzen els llocs avaluant la quantitat de perícia, esforç, responsabilitat, condicions del lloc, etc., Involucrats en cada un d'ells. En comptes d'usar quantitats monetàries per determinar la valoració de cada factor, com es fa en el sistema de comparació de factors, s'utilitzen punts per determinar aquestes ponderacions.

## Terminologia
Hi ha una tendència creixent en l'ús de la paraula "recurs" per designar directament a un treballador. Segons consulta realitzada a la Reial Acadèmia Espanyola aquest ús és incorrecte tal com indiquen:L'ús de l'expressió recursos humans en aquesta accepció és exclusivament en plural. No és, per tant, correcta, la utilització de la paraula recurs, en singular, en substitució de termes com a persona o treballador.
Teories de la terminologia:
- Teoria General de la Terminologia
- Terminologia social.
- Teoria Comunicativa de la Terminologia
- Teoria sociocognitiva de la Terminologia
- Terminologia Basada en Marc